# Rybnica (stacja kolejowa)
Rybnica – stacja kolejowa w Rybnicy, w powiecie karkonoskim; w województwie dolnośląskim, w Polsce. Posiada bezpośrednie połączenia do Wrocławia, Jeleniej Góry, Zielonej Góry, Węglińca oraz Lubania Śląskiego.
Stację uruchomiono w 1865 roku, otwierając połączenie do Lubania w ramach Śląskiej Kolei Górskiej, a następnie do Jeleniej Góry.

## Ruch pasażerski
| Rok  | Wymiana pasażerska na dobę |
| ---- | -------------------------- |
| 2017 | 10-19                      |
| 2022 | 20-49                      |